# Cardiopteris
Cardiopteris là một chi thực vật có hoa trong họ Cardiopteridaceae.

## Loài
Chi Cardiopteris gồm các loài: